# سیارک ۳۸۴۸
سیارک ۳۸۴۸ (به انگلیسی: 3848 Analucia، نامگذاری:1982FH3) سه هزار و هشتصد و چهل و هشتمین سیارک کشف شده‌است که در ۲۱ مارس ۱۹۸۲ کشف شد.
قدر مطلق سیارک برابر ۱۳٫۲۰ است.